# Porsche 962
Der Porsche 962 war eine im Jahr 1984 vorgestellte Variante des 1982 für die FIA-Gruppe C entwickelten Porsche 956, die auch die Bestimmungen der amerikanischen IMSA-Rennserie erfüllte. Das neue Fahrgestell konnte von Teams in beiden Serien eingesetzt werden, mit Gruppe-C-konformer Technik ausgestattet als Porsche 962C bezeichnet.

## Entwicklung
Der Typ 956 entsprach in zwei Punkten nicht den amerikanischen Regeln. Die IMSA forderte aus Sicherheitsgründen, nicht zuletzt aufgrund schwerer Beinverletzungen in der Formel 1, dass die Pedale hinter der Vorderachse angebracht sind, was Porsche durch Vorverlegung der Vorderachse und somit längeren Radstand erfüllte. Auch wurde das Aluminium-Monocoque durch einen Überrollkäfig aus Stahl verstärkt. Zudem musste zur Kostenbegrenzung der wassergekühlte Biturbo-Motor des 956 durch den aus dem altbewährten Porsche 935 stammenden luftgekühlten Motor mit Einzel-Turbolader ersetzt werden, dafür galt jedoch keine Verbrauchsbeschränkung wie in der Sportwagen-Weltmeisterschaft für die Gruppe C.
Je nach Einsatzzweck bei Rennen der IMSA oder der Gruppe-C-WM wurde der Porsche 962 bzw. 962C mit passenden Motoren bestückt. Die Regeln änderten sich im Lauf der Jahre, der Hubraum wuchs von 2,8 auf 3,3 Liter; Wasserkühlung wurde erlaubt.
Nach 27 Exemplaren des 956 baute Porsche vom 962 insgesamt etwa 90 Rennfahrzeuge, zudem hatten Teams den 962 teils grundlegend modifiziert bzw. auf dem 962 basierende Eigenkonstruktionen eingesetzt, um das Chassis steifer und sicherer zu machen und die Aerodynamik zu verbessern. In den acht Jahren 1984 bis 1991 wurden rund 54 Siege und zahlreiche Meisterschaften eingefahren. Damit gilt der 962 als der wohl erfolgreichste Rennsportwagen, obwohl sich das Porsche-Werk zugunsten der Kunden vom Sport zurückzog. Ende der 1980er Jahre wurde zwar die Dominanz des 962 von den Werksteams von Mercedes, Jaguar, Nissan und Toyota gebrochen, 962 waren aber immer noch zahlreich im Einsatz, bis Formel-1-Motoren vorgeschrieben wurden, worauf die Sportwagen-WM aufgrund der hohen Kosten eingestellt wurde. Aber selbst danach, 1993 in Road America und 1994 in Le Mans, gewann der 962 noch Rennen. Eine offene Variante, der Kremer K8 Spyder, gewann 1995 in Daytona.

## Straßenvarianten
Von dem Porsche 962 wurden von verschiedenen Herstellern Exemplare mit Straßenzulassung gebaut:
- Dauer 962 LM
- Schuppan 962CR
- Koenig C62[1]
- DP 962[2]
- Derek Bell Signature Edition Porsche 962[3]

Am erfolgreichsten erwies sich der Dauer 962 LM. Mit den beiden durch Jochen Dauer in das 24-Stunden-Rennen von Le Mans 1994 geschickten Wagen wurden der Sieg und der 3. Platz in der Gesamtwertung eingefahren. Die Straßenzulassung ermöglichte den beiden Dauer 962 LM Sport die Teilnahme an dem Rennen in der Klasse Gran-Turismo-Rennwagen, während Gruppe-C-Rennwagen in diesem Jahr nicht mehr startberechtigt waren.
Ein anderes Ziel verfolgte der australische Rennfahrer Vern Schuppan, der ebenfalls straßentaugliche 962 unter dem Namen Schuppan 962CR auf den Markt brachte und damit in den Markt der Supersportwagen einsteigen wollte. Allerdings hatten diese Einzelanfertigungen nur mehr den Motor (die 3,3-Liter-Version) mit dem Original gemeinsam.
Auch wenn der Porsche 962 keinen direkten Nachfolger bekam, kann man den ab 1996 gebauten Porsche 911 GT1 im weitesten Sinne als seinen Nachfolger bezeichnen, da der GT1 – insbesondere in der ab 1998 eingesetzten Version GT1 '98 – viele technische und aerodynamische Gemeinsamkeiten mit dem Gruppe-C-Renner 962 aufweist. So haben beide Fahrzeuge nicht nur einen Mittelmotor, sondern sogar ein in vielen Teilen übereinstimmend aufgebautes Aggregat. Der Motorrumpf, die Gemischaufbereitung und die Zylinderkühlung sind identisch. Das Fahrwerk des GT1 war lediglich eine grundlegende Weiterentwicklung des ausgereiften 962er-Fahrwerks.

## Technische Daten

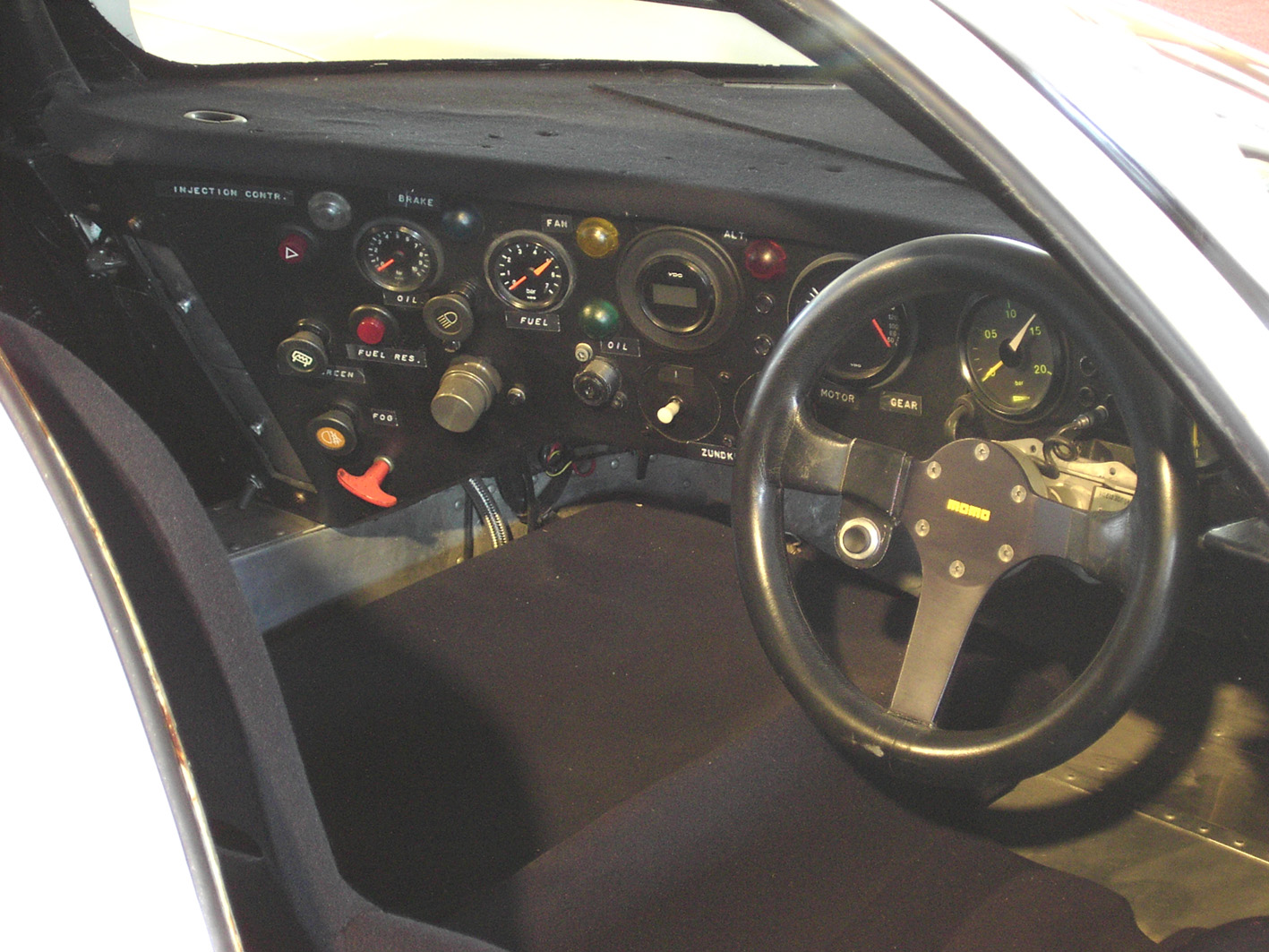
Rennwagentypisch schlicht: das Cockpit des Porsche 962

Der Porsche 962 wurde von 1984 bis 1991 produziert und eingesetzt:
| Porsche 962:              | Daten                                                          |
| ------------------------- | -------------------------------------------------------------- |
| Motor                     | 6-Zylinder-Boxermotor mit Turboaufladung (Viertakt)            |
| Hubraum                   | 2869 cm³                                                       |
| Bohrung × Hub             |                                                                |
| Leistung bei 1/min        | 500 kW (680 PS) bei 8200                                       |
| Max. Drehmoment bei 1/min |                                                                |
| Verdichtung               |                                                                |
| Ventilsteuerung           | zwei obenliegende Nockenwellen                                 |
| Kühlung                   | Luftkühlung (Gebläse), Zylinderköpfe mit Wasserkühlung         |
| Getriebe                  | 5-Gang-Getriebe, Hinterradantrieb                              |
| Bremsen                   | Scheibenbremsen (innenbelüftet), hydraulisches Zweikreissystem |
| Radaufhängung vorn        | Doppelquerlenker mit Titanfedern                               |
| Radaufhängung hinten      | Doppelquerlenker mit Titanfedern                               |
| Federung vorn             | Bilstein-Stoßdämpfer außenliegend                              |
| Federung hinten           | Bilstein-Stoßdämpfer innenliegend                              |
| Karosserie                | Aluminium-Monocoque mit Kunststoffkarosserie                   |
| Spurweite vorn/hinten     |                                                                |
| Radstand                  | 2770 mm                                                        |
| Reifen/Felgen             |                                                                |
| Maße L × B                | 4770 × 1990 mm                                                 |
| Leergewicht               | ca. 850 kg                                                     |
| Höchstgeschwindigkeit     | ca. 400 km/h                                                   |